# There Is A Hell, Believe Me I've Seen It. There Is A Heaven, Let's Keep It A Secret
There Is a Hell, Believe Me I've Seen It. There Is a Heaven, Let's Keep It a Secret  (abreviado para There Is a Hell…) é o terceiro álbum de estúdio da banda britânica de rock Bring Me the Horizon. Foi lançado em 4 de outubro de 2010 pela Visible Noise.
O álbum foi produzido e gravado em Gotemburgo, Suécia, com trabalho adicionais gravados no Sunset Lodge Studios em Los Angeles, Califórnia. Conta com vocais convidados da cantora canadense Lights, do cantor britânico Josh Franceschi e do vocalista americano Josh Scogin.
O álbum foi gravado entre março e junho de 2010. Ele expande o material anterior da banda, inspirando-se no gênero metalcore e incorporando uma ampla variedade de experimentações, influências sinfônicas, industriais e eletrônicas, vocais limpos e amostras de corais. A banda descreveu a escrita de letras de Oliver Sykes como "pessoal" e "mais sombria e melancólica do que a música nos álbuns anteriores". O título é retirado da faixa de abertura, "Crucify Me" que é repetida várias vezes ao longo da música.
There Is A Hell... recebeu principalmente críticas favoráveis de críticos de música, que elogiaram a musicalidade do álbum, conteúdo lírico, experimentação e maturidade em comparação com o material anterior da banda. É o único álbum do Bring Me the Horizon com o guitarrista base Jona Weinhofen antes de sua saída em janeiro de 2013. O álbum entrou nas paradas de vários países, incluindo Canadá, Alemanha, Suécia, Reino Unido e Estados Unidos, e liderou as paradas na Austrália. Duas faixas foram lançadas como singles e cinco como vídeos musicais; "It Never Ends" entrou nas paradas do UK Rock Chart e UK Singles Chart.

## Crítica
There Is A Hell… recebeu em sua maioria críticas positivas por parte dos críticos, que elogiaram a musicalidade, o conteúdo lírico e experimentações do álbum, quando comparados com os dois lançamentos anteriores. Esse é o único álbum da banda que conta com o guitarrista rítmico Jona Weinhofen, que substituiu o guitarrista de longa data, Curtis Ward. O álbum conta com as participações de Skrillex, Lights, Josh Franceschi  e Josh Scogin.

## Produção
O álbum foi produzido por Fredrik Nordström.

## Faixas[4]
| N.º            | Título                 | Duração |  |
| 1.             | "Crucify Me"           | 6:19    |  |
| 2.             | "Anthem"               | 4:49    |  |
| 3.             | "It Never Ends"        | 4:34    |  |
| 4.             | "Fuck"                 | 4:55    |  |
| 5.             | "Don't Go"             | 4:58    |  |
| 6.             | "Home Sweet Hole"      | 4:37    |  |
| 7.             | "Alligator Blood"      | 4:31    |  |
| 8.             | "Visions"              | 4:08    |  |
| 9.             | "Blacklist"            | 4:00    |  |
| 10.            | "Memorial"             | 3:09    |  |
| 11.            | "Blessed with a Curse" | 5:08    |  |
| 12.            | "The Fox and the Wolf" | 1:42    |  |
| Duração total: | Duração total:         | 52:56   |  |